# Ville amie des aînés
Une ville amie des aînés est une ville ayant mis en place une politique en faveur des personnes âgées selon une méthodologie proposée par l'Organisation mondiale de la santé. Il en existe au Québec, en France. Il y en a aussi une dizaine en Wallonie (Belgique): Andenne, Bernissart, Braine-l'Alleud, Farciennes, Malmedy, Mons, Namur, Sprimont, Vaux-sur-Sûre.
La démarche est ascendante puisque l'avis des aînés est recueilli pour bâtir le plan d'action.
La méthodologie peut s'appliquer à différentes échelles : communes, municipalités québécoises, communautés de communes françaises, etc.